# Straight for the Heart
Straight for the Heart è una canzone della rock band Toto, quinto ed ultimo singolo estratto dal loro album del 1988 The Seventh One.

## Informazioni
Il brano è uno dei più conosciuti della band, fu scritto da David Paich e Joseph Williams. Il singolo anche se non vendette molto fu comunque molto apprezzato dalla critica, arrivò novantesimo nella Billboard Hot 100 e ottantesimo nella ARIA Charts. Il brano ha un classico ritmo di canzone anni ottanta con chiare influenze Fusion. Tra gli ospiti nel brano ci sono Jim Horn al sassofono e Patti Austin come voce secondaria, Il brano è anche l'ultimo singolo dei Toto con Joseph Williams, che per problemi di voce, sarà poi sostituito dalla band. 
Il brano parla di un amore non corrisposto; infatti il testo narra di un ragazzo che ama follemente una ragazza, senza però esserne ricambiato.

## Videoclip
Il video della canzone segue la falsariga degli altri due precedenti (Stop Loving You e Pamela), infatti illustra sempre la band che suona in un posto al chiuso, anche se stavolta il video oltre a far vedere la band che suona fa anche vedere nelle scene un ragazzo e una ragazza di campagna che si incontrano e si innamorano l'uno dell'altra, in un paesaggio caratteristico delle zone della campagna americana.

## Tracce
1. Straight for the Heart
2. Only the Children

## Formazione
- Joseph Williams- voce primaria
- Steve Lukather- chitarra elettrica e voce secondaria
- David Paich- tastiera e voce secondaria
- Steve Porcaro- tastiera (non compare nel videoclip)
- Mike Porcaro- basso elettrico
- Jeff Porcaro- percussioni
- Jim Horn- sassofono (non compare nel videoclip)
- Patti Austin- voce secondaria (non compare nel videoclip)